# إد ميرفي (لاعب كرة سلة)
إد ميرفي (بالإنجليزية: Ed Murphy)‏ مواليد 14 يناير 1956 في بايون، نيوجيرسي، هو لاعب كرة سلة أمريكي سابق. بدأ مسيرته الاحترافية في سنة 1978. تم اختياره من قبل فريق أتلانتا هوكس خلال الدرافت. يبلغ طوله 6 قدم 4 بوصة (1.9 م). اعتزل اللعب في 1990. لعب مع ليموج سي إس بي في الدوري الفرنسي لكرة السلة الدرجة الأولى.